# 贝蒂尔·约兰松
贝蒂尔·约兰松（瑞典語：Bertil Göransson，1919年2月9日—2004年4月10日），瑞典男子赛艇运动员。他曾代表瑞典参加1956年夏季奥林匹克运动会赛艇比赛，获得男子四人单桨有舵手银牌。